# Tony Ancelin
Pour les articles homonymes, voir Ancelin.
Tony Ancelin, né en 1983 à Argenteuil, est un boxeur français.

## Carrière Sportive

### Dans le ring
En 1995, à l’âge de 11 ans, il découvre la savate-boxe française. Ce sport lui apporte une grande maturité, une hygiène de vie et le sens des responsabilités.
En 2001, parallèlement à sa carrière de sportif de haut niveau, Tony rejoint SNCF en tant qu’Opérateur de Maintenance Matériel à Paris-Nord.
À force d’entrainement, il se lance dans la compétition 5 ans plus tard et décroche une première médaille d’argent au championnat de France en 2007. Il remportera le titre dans ce même championnat à cinq reprises dont quatre successivement: 2008/2010/ 2011/2012/2013.
Tony Ancelin ne s’arrête pas là et a soif de plus grandes victoires.
En 2008, ses bons résultats internationaux lui permettent d’intégrer le dispositif Athlètes SNCF, la même année il est sacré Champion d’Europe, titre qu'il conservera en 2010. 
En 2011 c’est la consécration : il est champion du monde .
En 2014, il collabore avec le rappeur de Tonio Reno et son album " Le Marteau Et ma Plume " , et apparait dans le clip du titre " Highlights Tony Ancelin " 
En 2015, la chaine Kombat Sport lui consacre un reportage " 24 heures avec Tony Ancelin " 

### Autour du ring
Titulaire d'un Brevet d'État d’Éducateur Sportif 2e degré, Instructeur de Savate Boxe Française, il œuvre pour le développement de la Savate.
Tony Ancelin sait aussi transmettre son savoir et son expérience dans les clubs et comités départementaux.
Au Levallois Sporting Club, il entraîne les adultes et les Jeunes de l'École de Boxe.
Dans les Hauts-de-Seine, il exerce la fonction de délégué technique départemental (DTD - responsable des formations, examens, etc.)...

## Palmarès
| Compétitions nationales | Compétitions internationales |
| --- | --- |
| - Championnats de France Elite A - Champion de France 2008, 2010, 2011, 2012 & 2013. - Vice-champion de France 2007 & 2009; - Championnats de France Technique - Champion de France en 2012. - Vice-Champion de France en 2014. - Championnats de France Honneurs (Elite B) - Champion de France en 2006. - Championnats de France Juniors - Champion de France en 2003. - Championnats de France Espoirs - Vice-Champion de France' en 2003. - Tournoi de France - Vainqueur du Tournoi de France en 2006. - Tournoi de Savate Pro - Vainqueur de la Ceinture National du Tournoi des moins de 75 kg - Savate Pro Nice 2014. | - Championnats du Monde Elite A - Champion du Monde (Assaut Combat) en 2014 à Rome, Italie - en 2013 à Clermont-Ferrand, France & en 2011 à Rodez, France - Championnats d'Europe Elite A - Champion d'Europe en 2008 à Châtellerault, France & 2010 à Gênes, Italie. - World Combat Games - Médaille d’Or 2013 à St-Pétersbourg, Russie - Tournois de Boxe Française - Vainqueur de Cameroun / France.2007 à Douala, Cameroun - Tournois de Savate Pro - Vainqueur de la Ceinture International Savate Boxing XI " -75 kg (7 × 2 min) en 2015 à Marseille, France - Vainqueur de la Ceinture International "Savate Boxing X " Moins de 75 kg (7 × 2 min) en 2014 à Marseille, France - Médaille d'argent du Tournoi International des moins de 75 kg en 2012 à Lanester, France. |

## Sélections en Équipe de France
- Équipe de France Combat Elite A [14] : 2010, 2011, 2013...
- Équipe de France Assaut Technique [14] : 2012, 2014...
- Membre " Pôle France "[10].

## Apparitions télévisuelles
- Avril 2015 : Reportages " 24 heures avec Tony Ancelin " sur la chaîne Kombat Sport.
- Juin 2014 : Retransmission de la " Finale des championnats de France Technique 2014 " (Adversaire : Guillard Karim) sur la chaîne Kombat Sport.
- Mai 2014 : Retransmission du " Tournoi de Savate Pro pour la ceinture SB 2014 " sur la chaîne Kombat Sport.

## Sources
- Levallois sporting club
- FF savate Interview
- Creps idf
- Boxe pieds poings
- Savate Pro Ceinture SB
- La Provence
- Les Infos du Fight
- Karaté Bushido